# Wolf Creek (miniserie televisiva)
Wolf Creek è una miniserie televisiva australiana del 2016 pubblicata da Stan (una società di streaming australiana). La serie è uno spin-off dei film horror Wolf Creek e Wolf Creek 2. La prima stagione consiste in 6 episodi ed è stata pubblicata in lingua originale a partire dal 16 maggio 2016. L'attore John Jarratt, che interpretava il ruolo di serial killer nel film, riprende il suo ruolo anche per la mini serie.

## Trama
Eve una turista diciannovenne americana è braccata dal serial killer Mick Taylor, e dopo essere sopravvissuta ad un primo attacco inizia una missione per vendicarsi.

## Cast

### Personaggi principali
- John Jarratt: Mick Taylor
- Lucy Fry: Eve Thorogood
- Dustin Clare: Sullivan Hill

### Personaggi secondari
- Deborah Mailman: Bernadette
- Maya Stange: Ingrid
- Damian De Montemas: Inspector Darwin
- Miranda Tapsell: Fatima
- Robert Taylor: Roland
- Matt Levett: Kevin
- Richard Cawthorne: Kane
- Rachel House: Ruth
- Jessica Tovey: Kirsty
- Eddie Baroo: Ginger
- Alicia Gardiner: Janine
- Fletcher Humphrys: Jesus (Ben Mitchell)